# Meknes (stacja kolejowa)
Meknes (fr. Gare Meknès-Ville) - stacja kolejowa w Meknesie, w regionie Meknes-Tafilalt w Maroku. Znajdują się tu 2 perony.